# Кеннеди, Дэн
Дэниел Хоффард Кеннеди (англ. Daniel Hoffard "Dan" Kennedy; родился 22 июня 1982, Фуллертон, Калифорния, США) — американский футболист, вратарь. Рекордсмен «Чивас США» по количеству сыгранных матчей.

## Клубная карьера
Кеннеди начал карьеру, выступая за команду «Санта-Барбара Гаучос» Калифорнийского университета. Уже во время обучения он присоединился к команде USL «Ориндж Каунти Блю Стар», за которую выступал на протяжении сезона. В 2005 году Дэн был задрафтован «Чивас США», но в итоге оказался в «МетроСтарз», где был дублёром и не сыграл ни минуты. В том же году он перешёл в пуэрто-риканский «Пуэрто-Рико Айлендерс». В новом клубе он быстро завоевал место в основе и был признан лучшим Новичком сезона. В 2007 году Кеннеди покинул США и подписал соглашение с чилийским клубом «Мунисипаль Икике». В 2008 году Дэн вернулся на родину, подписав контракт с «Чивас США». Первые три сезона он лишь периодически появлялся на поле, но в 2011 году завоевал место в основе. 29 мая 2013 года в матче Кубка Ламара Ханта против «Лос-Анджелес Блюз» Кеннеди забил гол, реализовав пенальти. За «Чивас» Дэн провёл более 150 матчей во всех турнирах и является рекордсменом клуба.
В 2015 году Кеннеди перешёл в «Даллас». 2 мая в матче против «Хьюстон Динамо» он дебютировал за новую команду.
В начале 2016 года Дэн присоединился к «Лос-Анджелес Гэлакси». 7 марта в поединке против «Ди Си Юнайтед» он дебютировал за «галактикос».
11 апреля 2017 года Кеннеди объявил о завершении карьеры игрока и присоединении к телевещательной группе «Лос-Анджелес Гэлакси».